# Snabba Cash
Snabba Cash (en español: Dinero fácil y en inglés: Easy Money)  es una exitosa película sueca de acción  estrenada el 15 de enero del 2010 dirigida por Daniel Espinosa. La película es la primera entrega de la trilogía de Snabba Cash.
La cinta es una adaptación de la novela "Snabba Cash" del escritor sueco Jens Lapidus publicada en el 2006.
La acción gira en torno a Johan "JW" Westlund, un hombre pobre que vive una doble vida en la clase alta de Estocolmo, quien se enamora de Sophie, una joven rica  y pronto se ve envuelto en el mundo de la delincuencia organizada y en ltráfico de cocaína para pagar su estilo de vida.

## Personajes

### Personajes principales
- Joel Kinnaman como Johan "JW" Westlund, un prometedor estudiante de negocios que termina vendiendo drogas para mantener su lujoso estilo de vida.
- Matias Varela como Jorge Salinas Barrio, un criminal, ladrón y traficante de drogas.
- Dejan Čukić como Radovan Krajnic, líder de la mafia serbia y del crimen organizado.
- Dragomir Mrsic como Mrado Slovovic, un criminal serbio que es contratado para matar a Jorge.
- Lisa Henni como Sopie, una joven quien pronto se convierte en la novia de JW.
- Fares Fares como Mahmoud, un criminal.
- Joel Spira como Nippe.

### Personajes secundarios
- Mahmut Suvakci como Abdulkarim.
- Jones Danko como Fahdi.
- Lea Stojanov como Lovisa Slovovic, la hija de Mrado Slovovic.
- Miodrag Stojanovic como Nenad.
- Christian Hillborg como Carl.
- Fabian Bolin como Phillip.
- Annika Ryberg Whittembury como Paola Salinas Barrio.
- Hamdisa Causevic como Ratko, un criminal.
- Sasa Petrovic como Stefanovic.
- Alexander Silfverskiöld como Putte.
- Alexander Stocks como Fredrik.
- Camilo Alanis como Carlos.
- Jan Waldekranz como Sten Malmér.
- Hugo Ruiz como Sergio.
- David Marténg como Patrick.
- Christopher Wagelin como Andreas.
- Dzakovic Prvoslav Gane como Dejan.
- Edin Bajric como Goran.
- Zoran Milosevic como Slavko.
- Dag Malmberg como el padre de Sophie.
- Tone Helly-Hansen como la madre de Sophie.
- Monica Albornoz como la mamá de Jorge.
- Andrea Edwards como la mamá de Lovisa.
- Darko Savor como Zoran.
- Jörgen Berthage como Brad.
- Jürgen Uter como un jefe alemán.
- Godehard Giese como un hombre con una capa blanca.
- Maxim Kovalevski como un hombre de Serbia en Hamburgo.
- Luis Cifuentes.
- Peter Andersson.
- Joakim Radvanovic.
- Anders Nyström.
- Ulla Svedin como una asistente social.
- Vuksan Rovcanin como el recepcionista del gimnasio.
- Anders Palm como el profesor de economía.
- Mika-Christer Mäenpää como el oficial de policía.
- Karin Brauns como la joven que ingiere cocaína.
- Gabriella Novak como la joven en la fiesta.
- Jonathan Tufvesson Larsson como un invitado en la mansión.

## Premios y nominaciones
| Año  | Categoría           | Premio                                         | Nominado (os)                                                | Resultado |
| ---- | ------------------- | ---------------------------------------------- | ------------------------------------------------------------ | --------- |
| 2011 | Best Actor          | Guldbagge Award                                | Joel Kinnaman                                                | Ganó      |
| 2011 | Best Cinematography | Guldbagge Award                                | Aril Wretblad                                                | Ganó      |
| 2011 | Casting Director    | Guldbagge Award                                | Jeanette Klintberg                                           | Ganó      |
| 2011 | Directors to Watch  | Palm Springs International Film Festival Award | Daniel Espinosa                                              | Ganó      |
| 2010 | Biopublikens pris   | Audience Award                                 | Fredrik Wikström, Daniel Espinosa y Tre Vänner Produktion AB | Nominados |

## Producción
La película fue dirigida por Daniel Espinosa, contó con los escritores Maria Karlsson y Hassan Loo Sattarvandi, en colaboración con Espinosa y Fredrik Wikström, estuvo basado en la novela del escritor sueco Jens Lapidus. Producida por Fredrik Wikström en apoyo de los coproductores Jessica Ask, Gunnar Carlsson, Lone Korslund, Peter Nadermann, Frank Bonn y Christian Kux, junto con el productor ejecutivo Michael Hjorth y el productor de línea Christian Vennefrohne (en Alemania).
La música estuvo a cargo de Jon Ekstrand, mientras que la cinematografía estuvo en manos de Aril Wretblad y la edición Theis Schmidt.
Fue filmada en Stureplan y en la Escuela de Economía de Estocolmo, Sveavägen, Norrmalm; en el Hotell Malmen, Götgatan, Södermalm, (en las afueras del hotel, la escena de taxi entre JW y Mahmoud), en Estocolmo, Provincia de Estocolmo; en Hovås (durante las escenas en la piscina) y en RIK:s, Estadio Ullevi en Gotemburgo Provincia de Västra Götaland (durante las escenas de boxeo); en Slussen, Södermalm; en la estación de Sollentuna, Sollentuna y en la Prisión de Österåker, Österåker (durante las escenas en prisión) en Suecia y en Hamburgo, Alemania.
La película contó con la participación de las compañías productoras "Tre Vänner Produktion AB" en coproducción con "Film Väst". Otras compañías que participaron en la película fueron "Stuntmakers" y en los efectos especiales "Panorama film & teatereffekter".
Fue distribuida por "Nordisk Film" en Suecia en el 2012 en el cine, en el 2013 por "Lumière Home Entertainment" en DVD y por "Lumière" en los cines de los Países Bajos y finalmente en el 2014 por "Film1" a través de la televisión limitada, por "Cinedigm" y "Cinedigm Entertainment Group" en cines de Estados Unidos y por "Madman Entertainment" en DVD en Australia.
En el 2010 fue distribuida en el cine por "Benelux Film Distributors" en Bélgica y los Países Bajos, por "Bio Rex Distribution" en Finlandia, por "Nordisk Film" en Suecia (también por DVD y Blu-ray), por "Pan Vision Oy" en DVD y por "Cinema Without Frontiers" en Rusia a través de todos los medios.
En el 2011 fue distribuida por los cines "MK2 Diffusion" en Francia, en "Senator Film" en Alemania, por "Film1" en los Países Bajos a través de televisión limitada, por "Fine Films" en DVD en Japón y por "Lumière Home Entertainment" en DVD en Bélgica y los Países Bajos.
En el 2012 fue distribuida por "The Weinstein Company" en los Estados Unidos en los cines y por "Senator Home Entertainment" en Alemania a través de DVD y Blue-ray.
En el 2013 fue distribuida por "Lionsgate Home Entertainment" en el Reino Unido por medio de DVD y Blue-ray. Y finalmente en el 2014 por medio de "New Video Group" por medio de DVD y Blue-ray en los Estados Unidos. 
La película fue estrenada el 15 de enero del 2010 con una duración de 2 horas con 4 minutos.  

### Emisión en otros países
| País           | Título                                  | Fecha de Estreno                                                                                |
| -------------- | --------------------------------------- | ----------------------------------------------------------------------------------------------- |
| Alemania       | Easy Money - Spür die Angst Easy Money  | 15 de septiembre de 2011                                                                        |
| Bélgica        | -                                       | 18 de octubre de 2010 (durante el "Gent International Film Festival") 1 de diciembre de 2010    |
| España         | Dinero fácil                            | 26 de agosto de 2011                                                                            |
| Estados Unidos | Easy Money                              | 14 de junio de 2012 (durante el "Provincetown International Film Festival") 11 de julio de 2012 |
| Estonia        | Kiire raha                              | 29 de octubre de 2010                                                                           |
| Dinamarca      | Snabba cash                             | 19 de agosto de 2010                                                                            |
| Finlandia      | Rahalla saa                             | 1 de abril de 2010                                                                              |
| Francia        | Easy Money - L'argent facile Easy Money | 27 de marzo de 2011 (durante el "Alès Film Festival") 30 de marzo de 2011                       |
| Hungría        | Instant dohány                          | 5 de mayo de 2011                                                                               |
| Hong Kong      | -                                       | 21 de marzo de 2011 (durante el "Hong Kong International Film Festival")                        |
| Irlanda        | -                                       | 19 de julio de 2013                                                                             |
| Islandia       | -                                       | 21 de mayo de 2010                                                                              |
| Japón          | -                                       | 8 de julio de 2011 (estreno en DVD)                                                             |
| Países Bajos   | -                                       | 7 de octubre de 2010                                                                            |
| Polonia        | Szybki cash                             | 5 de octubre de 2012                                                                            |
| Reino Unido    | -                                       | 16 de octubre de 2012 (durante el "London Film Festival") 19 de julio de 2013                   |
| Rusia          | Шальные деньги                          | 14 de octubre de 2010                                                                           |
| Serbia         | Laka lova                               | 18 de agosto de 2011                                                                            |